# Patricia Marx
Patricia Marquez de Azevedo, nota come Patricia Marx (San Paolo, 28 giugno 1974), è una cantante e compositrice brasiliana.

## Biografia
Patricia Marx ha iniziato precocemente la carriera a dieci anni nel gruppo musicale infantile Trem da Alegria, rimanendovi fino al 1987: durante questo periodo ha collezionato svariate presenze televisive, determinanti per le successive vendite discografiche. La sua carriera da solista è iniziata subito dopo l'uscita dalla formazione, con l'album Patrícia ‘Paty’, mentre il suo secondo album si intitolerà semplicemente Patrícia. Negli anni novanta la cantante ha pubblicato sei album di inediti e due raccolte, ed è apparsa anche nel CD Casa da bossa, nel quale è presente una versione di Samba de Verão da lei eseguita con l'autore del brano Marcos Valle.
Nel 2002 è stato pubblicato Respirar e dopo tre anni l'eponimo Patrícia Marx. Nel 2010 è stato immesso sul mercato Patrícia Marx e Bruno E. , registrato in coppia con il marito. Il lavoro vede molti motivi di sua composizione: Dança das flores, Carnaval de ilusão, Terra seca, Minha paz, Bênçãos e Baião de janeiro.
Trinta è il disco che la Marx ha lanciato nel 2013. Il lavoro contiene opere della cantante e melodie riprese da altri artisti. Fra di esse Quando chove, dall'originale Quanno chiove di Pino Daniele. Dall'album è stato poi tratto il DVD Trinta - Ao vivo, a cui è seguito l’anno successivo l’EP Te cuida meu bem.
Al di là delle incisioni, la cantante brasiliana si è esibita in spettacoli dal vivo sia nel proprio Paese che all'estero (in particolare Europa e Giappone); nel marzo del 2006 a San Paolo è stata protagonista di un concerto-tributo a Elisete Cardoso e a Billie Holiday, nel quale ha interpretato successi come Outra vez, Medo de amar, Consolação, Lover Man, God Bless the Child, Autumn in New York.
Tornata in sala di registrazione, nel 2018 la cantante ha inciso il suo tredicesimo album dal titolo Nova, dedicato al figlio Arthur e nel quale si alternano tracce in gran parte inedite cantate in brasiliano e in inglese. Sotto la direzione artistica di Sérgio Martins, l’artista è affiancata dal piano di Herbert Medeiro, e una traccia ospita il rapper canadese Lou Piensa. Due anni dopo è la volta di João, un EP inciso con la collaborazione di Willie Daniel alla chitarra e il cui titolo vuole essere un omaggio a João Gilberto. Il disco contiene cinque brani fra i quali Estate – eseguita da Gilberto nel 1977 – a cui seguono tre composizioni di Tom Jobim e a chiudere un brano scritto da Rita Lee e da Roberto de Carvalho.

## Vita privata
Ha rivelato nel 2020 di essere lesbica e di avere una compagna.
Patricia Marx è una seguace del buddismo tibetano.

## Discografia

### Album
- 1987 - Patrícia ‘Paty’
- 1988 - Patrícia
- 1991 - Incertezas
- 1992 - Neoclássico
- 1994 - Ficar com você
- 1995 - Quero Mais
- 1997 - Charme do mundo
- 2002 - Respirar
- 2005 - Patrícia Marx
- 2010 - Patrícia Marx e Bruno E.
- 2013 - Trinta
- 2013 - Trinta - Ao vivo[7]
- 2018 - Nova

### EP
- 2014 - Te cuida meu bem
- 2020 - João